# Jorge Fernández Díaz

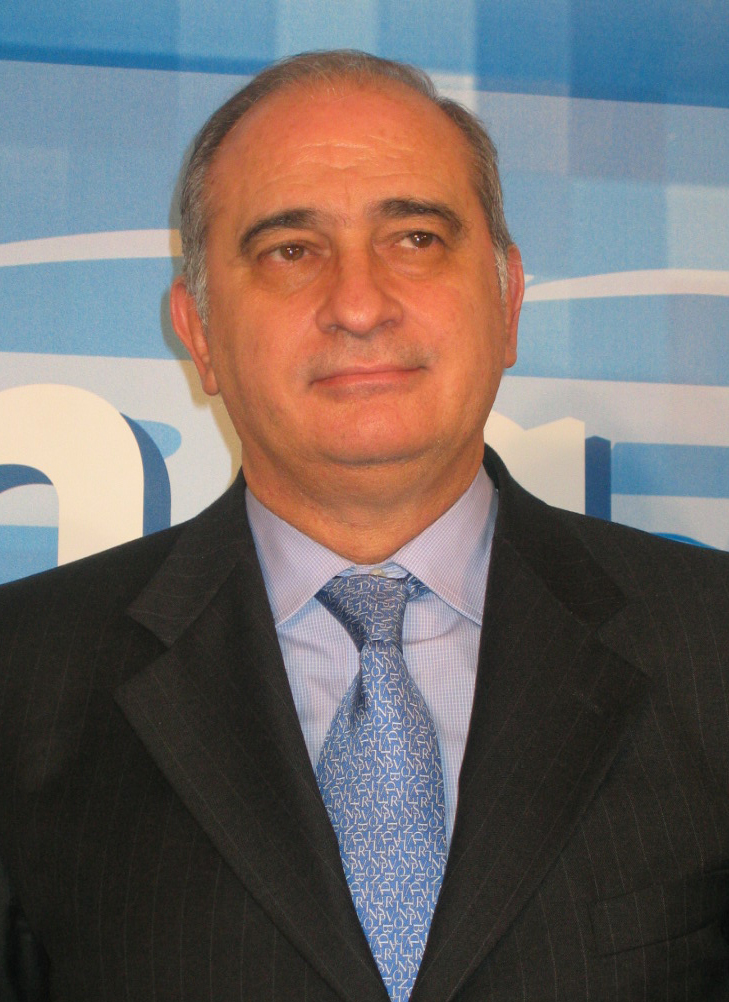
Jorge Fernández Díaz

Jorge Fernández Díaz (* 6. April 1950 in Valladolid) ist ein spanischer Politiker der Partido Popular.

## Leben und Karriere
Fernández Díaz studierte Arbeitsingenieurwesen in Barcelona. 
Zwischen 1984 und 1989 war er Abgeordneter im Parlament von Katalonien und zeitweise Mitglied des spanischen Senats. Seit 1989 ist er als Abgeordneter des Wahlbezirks Barcelona im Congreso de los Diputados. Er war Staatssekretär für territoriale Verwaltung (Administraciones Territoriales, 1996–1999), Staatssekretär im Bildungsministerium (1999–2000) und Staatssekretär für parlamentarische Beziehungen (Relaciones con las Cortes, 2000–2004).
Von Dezember 2011 bis Oktober 2016 war er spanischer Innenminister im Kabinett Rajoy.
Am 29. August 2012 gab der Nationale Gerichtshof bekannt, eine Untersuchung gegen Fernández Díaz wegen Geheimnisverrats begonnen zu haben. Er soll in einer Pressekonferenz im Juli Details zu der Entführung des Unternehmers Publio Cordón preisgegeben haben. Das Gericht forderte von den Fernsehanstalten Kopien der Aufnahmen und von der Polizeiführung Auskunft über die ermittelnden Beamten.
Fernández Díaz ist verheiratet und hat zwei Kinder.